# Tahitianische Rugby-Union-Nationalmannschaft
Die tahitianische Rugby-Union-Nationalmannschaft repräsentiert den im Südpazifik gelegenen Inselstaat Französisch-Polynesien in der Rugby Union. Namensgeber ist die Hauptinsel Tahiti. Das Team wird von World Rugby als Nationalmannschaft der dritten Kategorie eingestuft.

## Geschichte
Die tahitianische Nationalmannschaft bestritt ihr erstes Länderspiel am 1. September 1971 gegen die Auswahl Wallis und Futunas. Das Spiel endete mit einer 0:3-Niederlage. Im Rückspiel zwei Tage später glückte aber mit einem 14:0-Sieg die Revanche, nachdem man tags zuvor auch Samoa unterlegen war. Nach einer achtjährigen Unterbrechung spielte man erst 1979 wieder und unterlag Tonga deutlich mit 0:74.
Erst zur Qualifikation für die Rugby-Union-Weltmeisterschaft 1999 wurde wieder eine Nationalmannschaft zusammengestellt. Ebenso für die Jahre 2003 und 2007. Bisher gelang in den insgesamt sechs Qualifikationsspielen aber kein Sieg und man schied frühzeitig aus.

## Teilnahmen an Weltmeisterschaften
- 1987 nicht teilgenommen
- 1991 nicht teilgenommen
- 1995 nicht teilgenommen
- 1999 1. Qualifikationsrunde
- 2003 1. Qualifikationsrunde
- 2007 1. Qualifikationsrunde
- 2011 nicht teilgenommen
- 2015 1. Qualifikationsrunde